# باطن (اسلام)
باطن در اصطلاح اسلامی اشاره به معنا و دانش نهان قرآن است. باطن نقطه مقابل ظاهر است. بر باور شیعیان، چهارده معصوم دانش نهان قرآن را می‌دانند.